# Chuck Ragan
Charles Allen Ragan, detto Chuck (Houston, 30 ottobre 1974), è un cantautore e chitarrista statunitense.
È noto soprattutto per essere stato un membro della band statunitense Hot Water Music, della quale è il cantante principale dal 1993.
A partire dagli anni 2000, ha intrapreso anche una carriera da solista.

## Carriera

### Hot Water Music

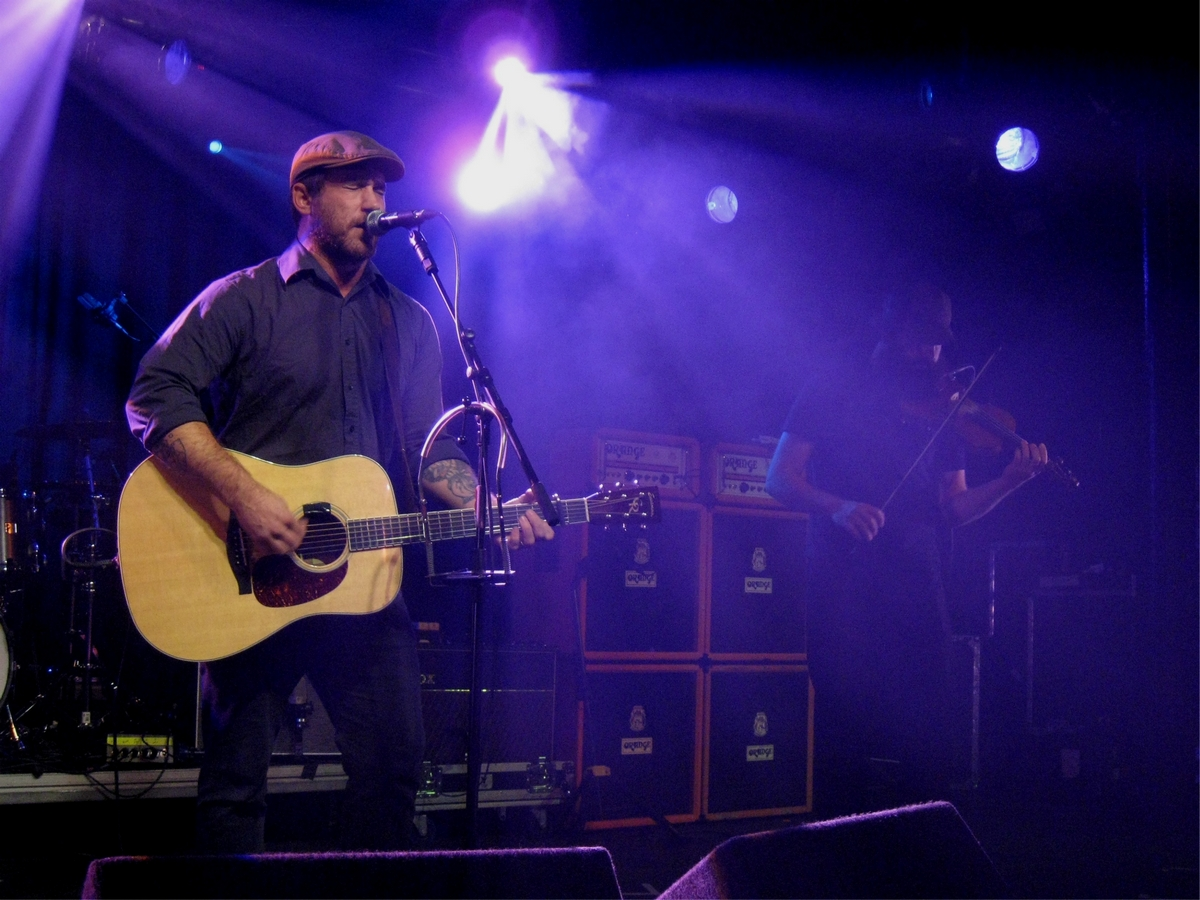
Chuck Ragan si esibisce con Jon Gaunt a Nottingham (16 Novembre 2010) mentre era in tour con i The Gaslight Anthem.

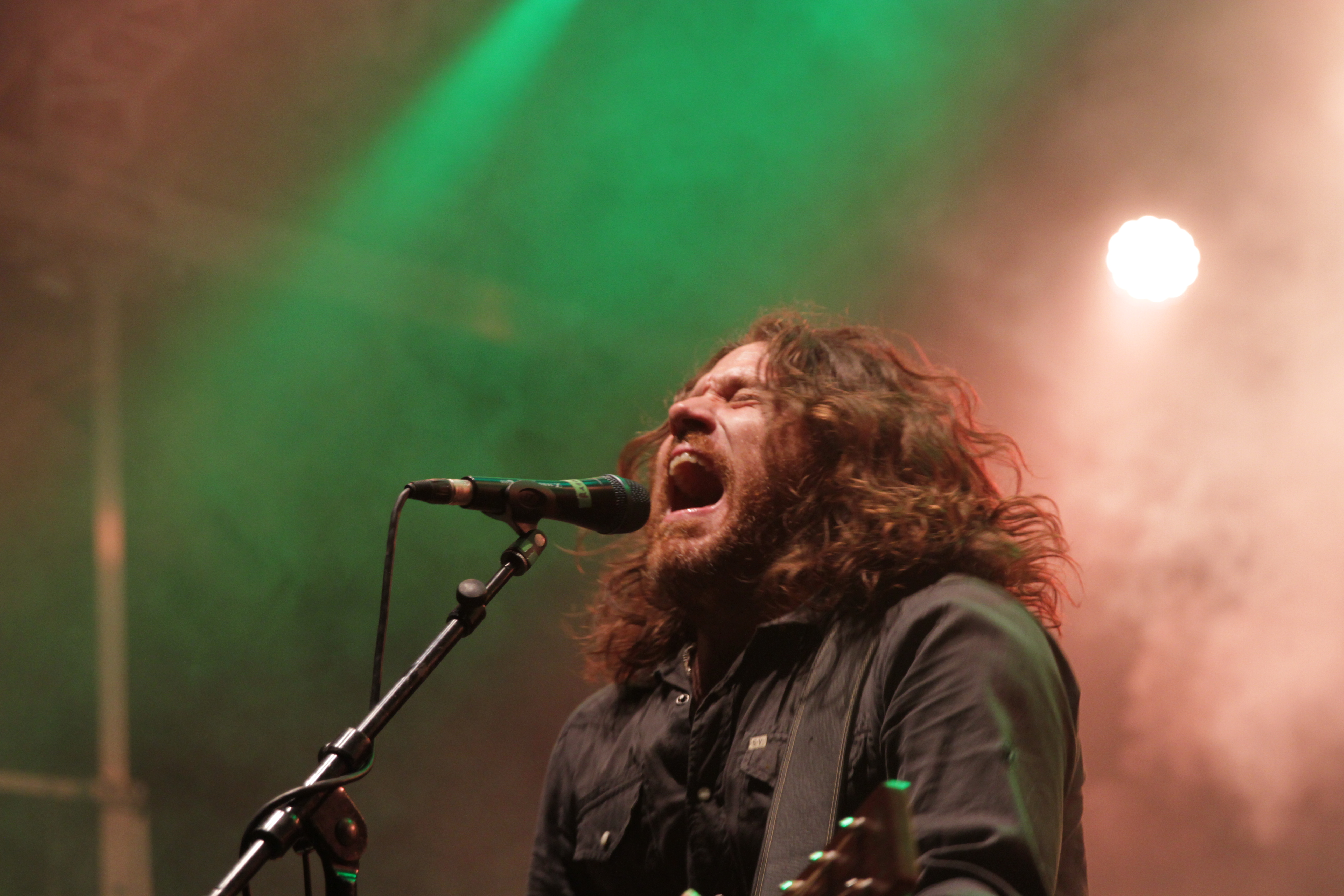
Chuck Ragan al Rock Camp 2014, Germania.

Dal 1993 fino al 2006, Ragan è stato il leader del gruppo punk rock Hot Water Music. Dopo lo scioglimento del gruppo, avvenuto nel 2006, gli altri tre componenti fondarono una nuova punk band, i The Draft, mentre Ragan intraprese una carriera da solista firmando con la Side One Dummy Records.
Gli Hot Water Music si riunirono nel 2007, organizzando per l'occasione un tour negli Stati Uniti e in Europa. Nel 2012 hanno rilasciato l'album Exister e il 15 settembre del 2017 il loro ultimo lavoro, l'album Light It Up.

### Solista
Nel 2005 annunciò di voler abbandonare gli Hot Water Music per motivi personali. Mentre gli ex compagni di band proseguirono con un nuovo nome, The Draft, Chuck Ragan decise di intraprendere la carriera da solista.
Tra il 2006 e il 2007, rilascia una serie di sette singoli, uno per mese, dal titolo "The 7-Inch Club", poi stampata interamente su un CD intitolato The Blueprint Sessions; pubblica poi una serie di EP con la casa discografica No Idea Records e, nel 2007, il suo primo album solista: Feast or Famine.  Dall'anno seguente firma con la Side One Dummy Records, con la quale pubblica un album live e tre album in studio.
Nel febbraio del 2010, Chuck dichiara di star lavorando a un album con Brian Fallon, frontman dei The Gaslight Anthem.  Nel 2011, rilascia un EP in collaborazione con Sam Russo, Helen Chambers e Jimmy Islip.
Tra il 2013 e il 2016 partecipa alla produzione di ben due colonne sonore, una per il cortometraggio It's Better in the Wind, l'altra per il videogioco sviluppato da una società indipendente, The Molasses Flood, intitolato The Flame in the Flood.
Nel 21 novembre 2014, Chuck annuncia la pubblicazione del suo nuovo album da solista, che avrebbe visto la collaborazione di artisti come Todd Beene dei Lucero, Jon Gaunt, Joe Ginsberg, David Hidalgo Jr. dei Social Distortion, Rami Jaffee e Christopher Thorn dei Blind Melon: l'album, dal titolo Till Midnight, verrà pubblicato nel 2014 con la SideOneDummy.

### The Revival Tour
Nel 2005, Ragan contemplò l'idea del The Revival Tour, un evento a cui avrebbero collaborato molti artisti punk-rock e country. Ragan dichiarò che questo tour serviva a "condividere musica insieme" e "portarla alla gente in modo estremamente onesto e basilare". Durante ogni tour, gli artisti erano sempre accompagnati dal violinista Jon Gaunt e da un musicista con il contrabbasso. Nel 2008 e nel 2009 a suonare il contrabbasso fu Digger Barnes, dal 2012 al 2013 Joe Ginsberg.
Il primo Revival Tour nel 2008 ha visto esibirsi Tim Barry degli Avail e Ben Nichols che suonava nei Lucero, con delle apparizioni sporadiche di Laura Jane Grace degli Against Me!, Kevin Seconds, Jon Snodgrass dei Drag the River, Jesse Malin dei D Generation, Chris McCaughan dei The Lawrence Arms, Austin Lucas e Frank Turner.
Nel 2010, il Revival Tour viaggiò attraverso l'Australia formato da Chuck Ragan, Tim Barry, Frank Turner, Jen Buxton dei Like...Alaska, Darren Gibson, e Jamie Hay, accompagnato da Jon Gaunt al violino e da Todd Beene al pedal steel guitar. Il tour si concluse con un'esibizione fuori programma al Punk Rock Bowling festival a Las Vegas, in cui si esibirono Ragan, Nichols, Kevin Seconds, Steve Soto, John Carey dei Old Man Markley, e Matt Hensley and Nathen Maxwell che militano nei Flogging Molly.
Nel 2011, il Revival Tour vedeva tra le sue file Brian Fallon dei The Gaslight Anthem, Dave Hause dei The Loved Ones, e Dan Andriano degli Alkaline Trio, con le apparizioni come guest di Helen Chambers, Sam Russo, Jimmy Islip, Brian Brody, e Franz Nicolay. Nel 2012, Ragan, Andriano, Laura Jane Grace, Cory Branan, Ben Kweller e Nathaniel Rateliff si esibirono negli Stati Uniti e in Canada per il tour primaverile con apparizioni saltuarie di Jenny Owen Youngs, Dave Hause, e Kayleigh Goldsworthy. Nell'autunno dello stesso anno, il tour si spostò in Europa portando ad esibirsi nel vecchio continente Ragan, Branan, Emily Barker, Rocky Votolato, e Jay Malinowski dei Bedouin Soundclash.

## Vita privata
Chuck Ragan è figlio dell'ex golfista Dave Ragan, che giocò nel PGA e nella Ryder Cup, e della cantante gospel Geraldine Ragan.
Ragan è sposato ed ha un figlio, nato a maggio 2015.
Nel 2012, ha pubblicato un libro che raccoglie storie e aneddoti dai suoi tour, intitolato The Road Most Traveled.

## Discografia

### Album in studio
- 2007 – Feast or Famine  (SideOneDummy  - No Idea Records)
- 2009 – Gold Country  (SideOneDummy - TenFour Records)
- 2011 – Covering Ground  (SideOneDummy  - TenFour Records)
- 2014 – Till Midnight  (SideOneDummy - Dine Alone Records)

### Split/Collaborazioni
- 2008 – Bristle Ridge - con Austin Lucas - Hometown Caravan - LP (Ltd. European Tour Ed.) / Ten Four Records (Collaborazione)
- 2009 – Anderson Family Bluegrass / Chuck Ragan - Stowaway Sound / Ten Four Records (Split LP)
- 2010 – Chuck Ragan / Darren Gibson Poison City Records (Split LP)
- 2010 – Cursing Concrete (Rumbleseat cover, con Ravi) / Masses EP, self-published[22]
- 2011 – Chuck Ragan / Sam Russo / Jimmy Islip / Helen Chambers' / Specialist Subject Releases (Collaborazione)

### Colonne sonore
- 2013 – "It's Better in the Wind" Soundtrack  (TenFour Records)
- 2016 – The Flame in the Flood  (TenFour Records)

### Album dal vivo
- 2006 – Live at the Troubadour - Self-Release (CD-R)
- 2007 – Los Feliz - SideOneDummy (CD/LP)
- 2009 – Live at Hafenkneipe Zürich - Leech Records (LP)
- 2009 – Chuck plays Frankfurt - Fanclub (DoLP)
- 2009 – Live from Rock Island: The Daytrotter Sessions - Side One Dummy Records (10" Vinile)
- 2010 – Live at Cafe Du Nord (CD/LP)
- 2016 – The Winter Haul Live

### Singoli
- 2006-2007 – The 7-Inch Club  (No Idea Records)
- 2014 – Something May Catch Fire[23]

## Videografia

### Video musicali
- You and I Alone[24]
- Something May Catch Fire[25]
- Nomad by Fate (Punks in Vegas Session)[26]
- Vagabond[27]